# PowerUP

Das PowerUp-Logo.

Die erste Generation von PowerPC-Amiga-Systemen wurde 1995/96 von phase5 indirekt durch Steckkarten für den CPU-Steckplatz des Amiga 4000 (bzw. Amiga 3000) sowie des Amiga 1200 realisiert. Als Name wurde, aufgrund der damaligen Situation rund um das Mutterunternehmen Commodore, sinnbildlich PowerUP gewählt.

## Hardware

Logo der CyberStorm PPC

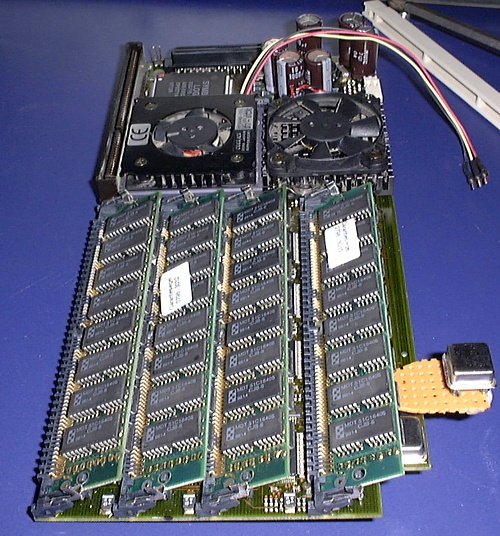
CyberstormPPC 604e mit 68060 Prozessor und 128 MByte RAM

Diese PowerPC-basierten CPU-Karten ermöglichten es, die Modelle der Amiga-Reihe über die mit den verfügbaren 68k-CPUs maximal mögliche Leistung (68060: 50/66 MHz) hinaus zu beschleunigen. Hauptmerkmal der Karten war die duale CPU-Architektur: neben einem 68040/68060-Prozessor war eine PowerPC-CPU auf derselben Steckkarte vorhanden. Sie boten außerdem nützliche Features wie zusätzliche RAM-Steckplätze, Fast-SCSI- bzw. WIDE Fast-20 (ULTRA) SCSI-Controller für zusätzliche Laufwerke sowie einen Steckplatz für eine Grafikkarte (proprietärer Local Bus, im Fall der BVision mit MiniPCI-ähnlichem Connector):
- CyberVisionPPC (Grafikkarte für Cyberstorm PPC)
- BVisionPPC (Grafikkarte für Blizzard PPC)
- Cyberstorm PPC (68040/060 und PPC604e-Turbokarte für A3000/4000) mit 25/50/66 MHz bzw. 180, 200 oder 233 MHz und 64 Bit Speicherzugriff (max. 128 MB)
- Blizzard PPC (68040/060 und PPC603e-Turbokarte für A1200) mit 25/33/40/50 MHz bzw. 160, 210, 240 oder 268 MHz mit 32 Bit Speicherzugriff (max. 256 MB)

Ganz zu Beginn der Entwicklung wurden Prototypen der Cyberstorm PPC-Karten an Entwickler verteilt, die aus umgebauten "konventionellen" Cyberstorm/060-Karten bestanden. Hierbei kam eine Huckepack-Konstruktion aus zwei Platinen zum Einsatz. Die Leistungsdaten differierten von den obigen.

## Software
Auch softwareseitig wurde unter PowerUP zunächst ein dualer Ansatz verfolgt, bei dem die PowerPC-Seite durch eine spezielle Firmware/Kernel (ppc.library) von der 68k-Seite aus angesteuert werden musste. Aufgrund der Notwendigkeit von Cache-Synchronisationen und dem geteilten Zugriff auf den RAM beim Datenaustausch zwischen den CPUs war die Programmierung einerseits aufwendig und der erzielte Performance-Gewinn bei Standard-Applikationen häufig gering. Gute Beschleunigungseffekte ergaben sich bei geschickter Programmierung z. B. mit gekapselten Codecs für Grafik-/Animationsformate (PNG, JPEG, GIF, MPEG) oder Kompressionsbibliotheken (libz), meist in Form entsprechend angepasster AmigaOS-DataTypes.
Diese Situation bessert sich erst durch Einsatz von MorphOS oder anderen Betriebssystemen.

## Nachfolger
Softwareseitig ist das MorphOS-Betriebssystem des Pegasos-I/II-Rechners als Nachfolger von PowerUP zu verstehen. Inzwischen ist MorphOS auch für PowerUP-Karten verfügbar und die anfänglichen Nachteile der dualen Architektur werden mittels der dort integrierten ppc-seitigen 68k-Emulation – ähnlich wie beim Powermac – vermieden. Die vorhandene 68040/68060-CPU wird nach dem Start von MorphOS schlicht deaktiviert.
Als ein weiterer Nachfolger des PowerUP-Ansatzes sind die AmigaOne-Rechner von Amiga, Inc. zu nennen – diese sind als Nachfolger des zu PowerUP konkurrierenden WarpUP-Systems (mit seiner powerpc.library) zu verstehen, das seinerzeit vom Unternehmen Haage & Partner gegen den Willen von phase5 als Konkurrenzsystem zu PowerUP etabliert wurde.

## Alternative Betriebssysteme
Für alle genannten Systeme ist auch eine Linux-Portierung verfügbar.